# Chloe Chua
Chloe Chua (en chino, 蔡珂宜; pinyin, Cài Kēyí; Singapur, 7 de enero de 2007) es una violinista de Singapur. En 2018 ganó el primer premio en la división júnior del Concurso Internacional Yehudi Menuhin para jóvenes violinistas junto a Christian Li en Ginebra, Suiza. También es la ganadora del 24.º Concurso Internacional de Violín Andrea Postacchini en la Categoría A.

## Biografía
Desde Singapur, Chua fue introducida originalmente al violín a los 4 años y comenzó a tocar el piano a los dos años bajo la enseñanza de su madre, que es educadora musical. Su maestra es Yin Ke, quien comenzó a enseñarle a los 4 años en la Academia de Bellas Artes de Nanyang y en la Sección de Cuerdas de la Escuela de Jóvenes Talentos. Ha actuado en todo el mundo en lugares como el Reino Unido, Italia, China, Tailandia, Arabia Saudita y Singapur, y en festivales como el New Virtuosi Queenswood Mastercourse y el Festival de Violín de Singapur. Chua también ha tocado con la Orquesta Sinfónica de Singapur, la Orquesta Filarmónica de Xiamen, los Solistas de Cámara de Salzburgo, la Orquesta Juvenil Nacional de Rusia, Kammerorchester Basel y la Orquesta Filarmónica de China. En 2018, Chua y Christian Li obtuvieron el primer premio en la división Júnior del Concurso Menuhin.
Después de su participación en el Concurso Menuhin apareció en el video "Is Ling Ling a GIRL?" de los YouTubers Brett Yang y Eddy Chen en el canal TwoSet Violin, Chua visitó a los dos en septiembre de 2020 y realizó una sesión de clase magistral con la pieza Paganiniana compuesta por el violinista Nathan Milstein. También participó en un "Entrenamiento Ling Ling" con Chen y Yang, publicado en marzo de 2021, y un video de parodia posterior publicado en mayo de 2021.
Chua ha tocado violines como un Vincenzo Postiglioni de 1884 prestado por el Dr. Peter Chew y un préstamo de un año por un violín Amati de 1625 de Florian Leonhard Fine Violins. Actualmente toca con un Pietro Guarneri, Mantua 1729, cedido por la Colección Rin.

## Premios y apariciones
- Ganadora del primer premio, división júnior, Concurso Internacional de Cuerdas de Tailandia[5]
- 2015: Ganadora del segundo premio, división júnior, Concurso Nacional de Piano y Violín de Singapur[5]
- 2016: Ganadora del primer premio, categoría júnior, Symphony 924 Young Talents Project[16]
- 2017: Ganadora del primer premio, 2 ° Concurso internacional Mozart de Zhuhai para jóvenes músicos, grupo de violín A[3][5]
- 2017: Ganadora del primer premio, Categoría A, 24.º Concurso de violín Andrea Postacchini[3][5]
- 2017: Ganadora del primer premio, división júnior, Concurso Nacional de Piano y Violín de Singapur[5][17]
- 2018: Ganadora del primer premio, división júnior, Concurso Internacional Yehudi Menuhin para jóvenes violinistas[2]*c
- 2019 Ganadora del primer premio, Concurso Internacional Montreal para jóvenes violinistas[5]*c